# Trembling Before G-d
Pour plus de détails, voir Fiche technique et Distribution.
Trembling Before G-d est un documentaire de 2001 réalisé par Sandi Simcha DuBowski, un juif américain homosexuel.

## Synopsis
Le film traite des gays et des lesbiennes[réf. souhaitée] juifs orthodoxes qui cherchent à réconcilier leur foi et leur sexualité. 

## Fiche technique
- Réalisation : Sandi Simcha DuBowski
- Pays d'origine :  Israël |  France |  États-Unis
- Dates de sortie :
  -  Israël : 6 décembre 2001
  -  France : 30 mars 2004

## Distribution
- Shlomo Ashkinazy : lui-même (psychothérapeute)
- Steve Greenberg : lui-même
- Nathan Lopes Cardozo : lui-même
- Naomi Mark : elle-même (psychothérapeute)
- Shlomo Riskin : lui-même
- Yaakov Meir Weil : lui-même (psychiatre)

## Distinctions
- Festival international du film de Berlin 2001 : 
  - Teddy Award du meilleur documentaire
  - Prix Don Quichotte - Mention spéciale
- Prix du public du meilleur documentaire au festival du film gay et lesbien de Seattle
- Grand prix du jury au Festival L.A. Outfest